# Miami Heat 2005-2006
La stagione 2005-06 dei Miami Heat fu la 18ª nella NBA per la franchigia.
I Miami Heat vinsero la Southeast Division della Eastern Conference con un record di 52-30. Nei play-off vinsero il primo turno con i Chicago Bulls (4-2), la semifinale di conference con i New Jersey Nets (4-1), la finale di conference con i Detroit Pistons (4-2), vincendo poi il titolo battendo nella finale NBA i Dallas Mavericks (4-2).

## Risultati
| Squadra           | V  | P  | PCT. | GB |
| ----------------- | -- | -- | ---- | -- |
| Miami Heat        | 52 | 30 | 63,4 | -  |
| Wash. Wizards     | 42 | 40 | 51,2 | 10 |
| Orlando Magic     | 36 | 46 | 43,9 | 16 |
| Charlotte Bobcats | 26 | 56 | 31,7 | 26 |
| Atlanta Hawks     | 26 | 56 | 31,7 | 26 |

## Roster
| \| Pos. \| Num. \| Naz. \| Nome \| Altezza \| Peso \| Data nascita \| Provenienza \| \| ---- \| ---- \| ---- \| ----------------- \| ------- \| ------ \| ------------ \| ---------------------------------- \| \| G \| 5 \| \| Anderson, Derek \| 196 cm \| 88 kg \| 18-07-1974 \| Kentucky \| \| G/AP \| 49 \| \| Anderson, Shandon \| 198 cm \| 94 kg \| 31-12-1973 \| Georgia \| \| C \| 30 \| \| Barron, Earl \| 213 cm \| 111 kg \| 14-08-1981 \| Memphis \| \| C \| 51 \| \| Doleac, Michael \| 211 cm \| 119 kg \| 15-06-1977 \| Utah \| \| G \| 4 \| \| Fitch, Gerald \| 191 cm \| 85 kg \| 12-08-1982 \| Kentucky \| \| A \| 40 \| \| Haslem, Udonis \| 203 cm \| 104 kg \| 09-06-1980 \| Florida \| \| A \| 24 \| \| Kapono, Jason \| 203 cm \| 97 kg \| 04-02-1981 \| UCLA \| \| C \| 33 \| \| Mourning, Alonzo \| 208 cm \| 109 kg \| 08-02-1970 \| Georgetown \| \| C \| 32 \| \| O'Neal, Shaquille \| 216 cm \| 147 kg \| 06-03-1972 \| LSU \| \| G \| 20 \| \| Payton, Gary \| 193 cm \| 82 kg \| 23-07-1968 \| Oregon State \| \| G/AP \| 42 \| \| Posey, James \| 203 cm \| 98 kg \| 13-01-1977 \| Xavier \| \| A \| 25 \| \| Simien, Wayne \| 206 cm \| 116 kg \| 09-03-1983 \| Kansas \| \| G \| 3 \| \| Wade, Dwyane \| 193 cm \| 96 kg \| 17-01-1982 \| Marquette \| \| G \| 8 \| \| Walker, Antoine \| 203 cm \| 102 kg \| 12-08-1976 \| Kentucky \| \| G/AP \| 44 \| \| Walsh, Matt \| 198 cm \| 93 kg \| 02-12-1982 \| Florida \| \| G \| 55 \| \| Williams, Jason \| 185 cm \| 86 kg \| 18-11-1975 \| Florida \| \| G/AP \| 1 \| \| Wright, Dorell \| 201 cm \| 91 kg \| 2-12-1985 \| Leuzinger High School (California) \| | Allenatore - Stan Van Gundy (fino al 12 dicembre 2005) - Pat Riley Assistente/i - Ron Rothstein (Vice-allenatore) - Bob McAdoo (Vice-allenatore) - Erik Spoelstra (Vice-allenatore) - Bimbo Coles (Vice-allenatore) - Keith Askins (Vice-allenatore) - Bill Foran (Preparatore fisico) Legenda - (C) Capitano - (FA) Free agent - (S) Sospeso - (TW) Contratto Two-way - (GL) Assegnato a squadra G League affiliata - Infortunato Roster • Transazioni · Ultima transazione: 30 giugno 2006 |                        |                   |         |        |              |                                    |
| Pos. | Num. | Naz.                   | Nome              | Altezza | Peso   | Data nascita | Provenienza                        |
| G | 5 | Stati Uniti (bandiera) | Anderson, Derek   | 196 cm  | 88 kg  | 18-07-1974   | Kentucky                           |
| G/AP | 49 | Stati Uniti (bandiera) | Anderson, Shandon | 198 cm  | 94 kg  | 31-12-1973   | Georgia                            |
| C | 30 | Stati Uniti (bandiera) | Barron, Earl      | 213 cm  | 111 kg | 14-08-1981   | Memphis                            |
| C | 51 | Stati Uniti (bandiera) | Doleac, Michael   | 211 cm  | 119 kg | 15-06-1977   | Utah                               |
| G | 4 | Stati Uniti (bandiera) | Fitch, Gerald     | 191 cm  | 85 kg  | 12-08-1982   | Kentucky                           |
| A | 40 | Stati Uniti (bandiera) | Haslem, Udonis    | 203 cm  | 104 kg | 09-06-1980   | Florida                            |
| A | 24 | Stati Uniti (bandiera) | Kapono, Jason     | 203 cm  | 97 kg  | 04-02-1981   | UCLA                               |
| C | 33 | Stati Uniti (bandiera) | Mourning, Alonzo  | 208 cm  | 109 kg | 08-02-1970   | Georgetown                         |
| C | 32 | Stati Uniti (bandiera) | O'Neal, Shaquille | 216 cm  | 147 kg | 06-03-1972   | LSU                                |
| G | 20 | Stati Uniti (bandiera) | Payton, Gary      | 193 cm  | 82 kg  | 23-07-1968   | Oregon State                       |
| G/AP | 42 | Stati Uniti (bandiera) | Posey, James      | 203 cm  | 98 kg  | 13-01-1977   | Xavier                             |
| A | 25 | Stati Uniti (bandiera) | Simien, Wayne     | 206 cm  | 116 kg | 09-03-1983   | Kansas                             |
| G | 3 | Stati Uniti (bandiera) | Wade, Dwyane      | 193 cm  | 96 kg  | 17-01-1982   | Marquette                          |
| G | 8 | Stati Uniti (bandiera) | Walker, Antoine   | 203 cm  | 102 kg | 12-08-1976   | Kentucky                           |
| G/AP | 44 | Stati Uniti (bandiera) | Walsh, Matt       | 198 cm  | 93 kg  | 02-12-1982   | Florida                            |
| G | 55 | Stati Uniti (bandiera) | Williams, Jason   | 185 cm  | 86 kg  | 18-11-1975   | Florida                            |
| G/AP | 1 | Stati Uniti (bandiera) | Wright, Dorell    | 201 cm  | 91 kg  | 2-12-1985    | Leuzinger High School (California) |